# Seznam dílů seriálu Shadowhunters
Toto je seznam dílů seriálu Shadowhunters. Americký fantasy televizní seriál Shadowhunters měl premiéru na americké stanici Freeform. Seriál vychází z knižní předlohy autorky Cassandry Clare s názvem Nástroje smrti.

## Přehled řad
| Řada | Díly | Premiéra v USA  | Premiéra v USA  |
| Řada | Díly | První díl       | Poslední díl    |
| ---- | ---- | --------------- | --------------- |
| 1    | 13   | 12. ledna 2016  | 5. dubna 2016   |
| 2    | 20   | 2. ledna 2017   | 14. srpna 2017  |
| 3    | 10   | 20. března 2018 | 15. května 2018 |
| 3    | 12   | 25. února 2019  | 6. května 2019  |

## Seznam dílů

### První řada (2016)
| Č. v seriálu | Č. v řadě | Původní název                    | Režie               | Scénář                     | Premiéra v USA                                    |
| ------------ | --------- | -------------------------------- | ------------------- | -------------------------- | ------------------------------------------------- |
| 1            | 1         | The Mortal Cup                   | McG                 | Ed Decter                  | 12. ledna 2016                                    |
| 2            | 2         | The Descent Into Hell Isn't Easy | Mick Garris         | Ed Decter a Hollie Overton | 12. ledna 2016 (online) 19. ledna 2016 (Freeform) |
| 3            | 3         | Dead Man's Party                 | Andy Wolk           | Marjorie David             | 26. ledna 2016                                    |
| 4            | 4         | Raising Hell                     | Tawnia McKiernan    | Michael Reisz              | 2. února 2016                                     |
| 5            | 5         | Moo Shu to Go                    | Kelly Makin         | Angel Dean Lopez           | 9. února 2016                                     |
| 6            | 6         | Of Men and Angels                | Oz Scott            | Y. Shireen Razack          | 16. února 2016                                    |
| 7            | 7         | Major Arcana                     | J. Miles Dale       | Peter Binswanger           | 23. února 2016                                    |
| 8            | 8         | Bad Blood                        | Jeremiah S. Chechik | Allison Rymer              | 1. března 2016                                    |
| 9            | 9         | Rise Up                          | J. Miller Tobin     | Hollie Overton             | 8. března 2016                                    |
| 10           | 10        | This World Inverted              | J. Miles Dale       | Y. Shireen Razack          | 16. března 2016                                   |
| 11           | 11        | Blood Calls to Blood             | Mairzee Almas       | Marjorie David             | 22. března 2016                                   |
| 12           | 12        | Malec                            | James Marshall      | Michael Reisz              | 29. března 2016                                   |
| 13           | 13        | Morning Star                     | J. Miles Dale       | Peter Binswanger           | 5. dubna 2016                                     |

### Druhá řada (2017)
| Č. v seriálu | Č. v řadě | Původní název                      | Režie                      | Scénář                        | Premiéra v USA    |
| ------------ | --------- | ---------------------------------- | -------------------------- | ----------------------------- | ----------------- |
| 14           | 1         | This Guilty Blood                  | Matt Hastings              | Michael Reisz                 | 2. ledna 2017     |
| 15           | 2         | A Door Into the Dark               | Andy Wolk                  | Y. Shireen Razack             | 9. ledna 2017     |
| 16           | 3         | Parabatai Lost                     | Gregory Smith              | Peter Binswanger              | 16. ledna 2017    |
| 17           | 4         | Day of Wrath                       | Joe Lazarov                | Jamie Gorenberg               | 23. ledna 2017    |
| 18           | 5         | Dust and Shadows                   | Salli Richardson-Whitfield | Zac Hug                       | 30. ledna 2017    |
| 19           | 6         | Iron Sisters                       | Mike Rohl                  | Allison Rymer                 | 6. února 2017     |
| 20           | 7         | How Are Thou Fallen                | Ben Bray                   | Hollie Overton                | 13. února 2017    |
| 21           | 8         | Love is a Devil                    | Catriona McKenzie          | Y. Shireen Razack             | 20. února 2017    |
| 22           | 9         | Bound by Blood                     | Matt Hastings              | Peter Binswanger              | 27. února 2017    |
| 23           | 10        | By the Light of Dawn               | Joshua Butler              | Darren Swimmer a Todd Slavkin | 6. března 2017    |
| 24           | 11        | Mea Maxima Culpa                   | Matt Hastings              | Michael Reisz                 | 5. června 2017    |
| 25           | 12        | You Are Not Your Own               | Bille Woodruff             | Jamie Gorenberg               | 12. června 2017   |
| 26           | 13        | Those of Demon Blood               | Michael Goi                | Zac Hug                       | 19. června 2017   |
| 27           | 14        | The Fair Folk                      | Chris Grismer              | Taylor Mallory                | 26. června 2017   |
| 28           | 15        | A Problem of Memory                | Peter DeLuise              | Allison Rymer                 | 10. července 2017 |
| 29           | 16        | Day of Atonement                   | Paul Wesley                | Peter Binswanger              | 17. července 2017 |
| 30           | 17        | A Dark Reflection                  | Jeffrey Hunt               | Hollie Overton                | 24. července 2017 |
| 31           | 18        | Awake, Arise, or Be Forever Fallen | Amanda Row                 | Jamie Gorenberg               | 31. července 2017 |
| 32           | 19        | Hail and Farewell                  | Matt Hastings              | Bryan Q. Miller               | 7. srpna 2017     |
| 33           | 20        | Beside Still Water                 | Matt Hastings              | Todd Slavkin a Darren Swimmer | 14. srpna 2017    |

### Třetí řada (2018–2019)

#### První část (2018)
| Č. v seriálu | Č. v řadě | Původní název               | Režie            | Scénář                        | Premiéra v USA  |
| ------------ | --------- | --------------------------- | ---------------- | ----------------------------- | --------------- |
| 34           | 1         | On Infernal Ground          | Matt Hastings    | Todd Slavkin a Darren Swimmer | 20. března 2018 |
| 35           | 2         | The Powers That Be          | Peter DeLuise    | Peter Binswanger              | 27. března 2018 |
| 36           | 3         | What Lies Beneath           | Amanda Row       | Alex Schemmer                 | 3. dubna 2018   |
| 37           | 4         | Thy Soul Instructed         | Emile Levisetti  | Jamie Gorenberg               | 10. dubna 2018  |
| 38           | 5         | Stronger Than Heaven        | Geoff Shotz      | Brian Millikin                | 17. dubna 2018  |
| 39           | 6         | A Window Into an Empty Room | Alexis Korycinsk | Aisha Porter-Christie         | 24. dubna 2018  |
| 40           | 7         | "Salt in the Wound          | Joshua Butler    | Celeste Vasquez               | 1. května 2018  |
| 41           | 8         | A Heart of Darkness         | Ari Sandel       | Jamie Gorenberg               | 8. května 2018  |
| 42           | 9         | Familia Ante Omnia          | Matt Hastings    | Taylor Mallory                | 15. května 2018 |
| 43           | 10        | Erchomai                    | Jeff Hunt        | Bryan Q. Miller               | 15. května 2018 |

#### Druhá část (2019)
Druhá část třetí řady má podtitul Shadowhunters: The Final Hunt .
| Č. v seriálu | Č. v řadě | Původní název         | Režie                      | Scénář                                                            | Premiéra v USA  |
| ------------ | --------- | --------------------- | -------------------------- | ----------------------------------------------------------------- | --------------- |
| 44           | 11        | Lost Souls            | Matt Hastings              | Todd Slavkin a Darren Swimmer                                     | 25. února 2019  |
| 45           | 12        | Original Sin          | Matt Hastings              | Alex Schemmer                                                     | 3. dubna 2019   |
| 46           | 13        | Beati Bellicosi       | Paul Wesley                | Brian Millikin                                                    | 11. března 2019 |
| 47           | 14        | A Kiss from a Rose    | Salli Richardson-Whitfield | Zoe Broad                                                         | 18. března 2019 |
| 48           | 15        | To the Night Children | Siluck Saysanasy           | Peter Binswanger                                                  | 25. března 2019 |
| 49           | 16        | Stay With Me          | Amanda Row                 | Aisha Porter-Christie                                             | 1. dubna 2019   |
| 50           | 17        | Heavenly Fire         | Shannon Kohli              | Celeste Vasquez                                                   | 8. dubna 2019   |
| 51           | 18        | The Beast Within      | Joshua Butler              | Taylor Mallory                                                    | 15. dubna 2019  |
| 52           | 19        | Aku Cinta Kamu        | Todd Slavkin               | Jamie Gorenberg                                                   | 22. dubna 2019  |
| 53           | 20        | City of Glass         | Matt Hastings              | Bryan Q. Miller                                                   | 29. dubna 2019  |
| 54           | 21        | Alliance              | Todd Slavkin               | námět: Bryan Q. Miller scénář: Jamie Gorenberg a Peter Binswanger | 6. května 2019  |
| 55           | 22        | All Good Things...    | Todd Slavkin               | Todd Slavkin a Darren Swimmer                                     | 13. května 2019 |